# カーマ (バンド)
カーマ（Karma）は、アメリカのソウル/ファンク/ジャズ・バンドで、1970年代にA&Mレコード傘下のホライゾン・レコードに2枚のアルバムを録音した。メンバーは、アーニー・ワッツ、トロンボーン奏者のジョージ・ボハノン、トランペッターのオスカー・ブラシア、キーボード奏者のレジー・アンドリュース、ベーシストのカーティス・ロバートソン・ジュニア、ドラマーのジョー・ブロッカーなどが在籍していた。
2枚のアルバムをレコーディングした後、グループは1978年に解散した。グループのメンバーであるレジー・アンドリュースとジョージ・ボハノンは音楽プロデューサーとなり、前者はパトリース・ラッシェンやダズ・バンドのアルバムを手がけて世界的な成功を収めた。アーニー・ワッツは後にローリング・ストーンズとツアーを行い、ヴァンダー・"スターズ"・ロケットはドナルド・フェイゲンによる1982年のソロ・デビュー作『ナイトフライ』に参加した。
レジー・アンドリュースは、2022年6月23日に74歳で亡くなった。

## ディスコグラフィ

### スタジオ・アルバム
- Celebration (1976年、Horizon/A&M)[3]
- 『カーマ』 - For Everybody (1977年、Horizon/A&M)[4]